# Everybody (Cappella-dal)
Az Everybody című dal az olasz Cappella 1. kimásolt kislemeze az 1994-ben megjelent U Got 2 Know című albumról. A dal az angol kislemezlista 66. helyéig jutott, más európai országban nem volt slágerlistás helyezés.
Érdekesség, hogy a soron következő Take Me Away című dal nem szerepel az U Got 2 Know című albumon.

## Megjelenések
12"  Franciaország Flarenasch – 9311
- A	Everybody (Techno House Mix) - 5:48
- B	Everybody (Hypnotic Cyber) - 5:35

CD Maxi (Remixes)  Hollandia Media Records Benelux – MB 303 R
1. Everybody (Technohouse Radiomix) - 3:31
2. Everybody (Remix Technoversion) - 5:06
3. Everybody (U.K. Soulversion) - 4:52
4. Everybody (Technohouse Remix) - 5:43